# Święty Briok
Święty Briok (ur. ok. 409, zm. ok. 500) – święty katolicki, biskup, zakonnik.
Urodził się w pogańskiej rodzinie w Walii. Studiował w benedyktyńskim opactwie pod wezwaniem Germana z Auxerre w Auxerre (St. Germain d'Auxerre). Jako kapłan w 447 przybył do Bretanii. Założył klasztor, w którym piastował obowiązki opata, a następnie został biskupem obecnego Saint-Brieuc.
Jest jednym z siedmiu świętych założycieli Bretanii.
Atrybutami świętego są trzy torby symbolizujące jego szczodrość wobec ubogich.
Jego wspomnienie w Kościele katolickim obchodzone jest 1 maja.